# Mihail Kogălniceanu, Ialomița
Mihail Kogălniceanu este satul de reședință al comunei cu același nume din județul Ialomița, Muntenia, România. Se află în partea de est a județului, în Câmpia Călmățuiului.

## Stema comunei
Stema comunei Mihail Kogălniceanu, se compune dintr-un scut triunghiular cu marginile rotunjite, tăiat în furcă răsturnată. 
În cartierul 1, în partea dreaptă, în câmp argintiu, se află o papură verde. 
În cartierul 2, în partea stânga, în câmp verde, se află un cap de berbec, de argint, văzut din profil. 
În cartierul 3, în vârful scutului, în câmp albastru, se află un peste și un brâu undat, de argint. 
Scutul este trimbrat de o coroană murală de argint cu un turn crenelat. 
Semnificațiile elementelor însumate 
Papură face parte din floră zonei. 
Capul de berbec și peștele simbolizează principalele activități ale locuitorilor, zootehnia și piscicultură. 
Brâul undat reprezintă răul Ialomița, care străbate localitatea. 
Coroană murală cu un turn crenelat semnifica faptul că localitatea are rangul de comună.

## Utilități
Comuna dispune de utilități, de energie electrică, gaze, apă și salubritate.
Energie electrică - ENEL
Apă - RAJA Constanța
Salubritate - AdiEco